# Астир Верияс
„Астир Верияс“ (на гръцки: Αστήρ Βερροίας, в превод Берска звезда) е гръцки седмичен вестник, издаван в град Бер (Верия). „Астир“ е „вестник, познаващ значението и мисията на печата, изиграл важна роля в обществения живот на града и най-важният източник за историята на междувоенен Бер“.
Основан е на 19 октомври 1924 година от Йоанис Гунарис и е първият вестник в града. Първоначално излиза нередовно. Подзаглавието му е „15-дневен местен преглед“ (ΔΕΚΑΠΕΝΘΗΜΕΡΟΣ ΤΟΠΙΚΗ ΕΠΙΘΕΩΡΗΣΙΣ) „Вестникът влиза в остър конфликт с втория вестник в града „Кроталос“, започнал да излиза няколко месеца след „Астир“. След появата и на други вестници в града подзаглавието на „Астир“ е сменено на „Най-старият вестник в Бер“ (Η ΑΡΧΑΙΟΤΕΡΑ ΤΩΝ ΕΝ ΒΕΡΡΟΙΑ ΕΦΗΜΕΡΙΔΩΝ), което се запазва до последния му брой.
От „Астир Верияс“ излизат общо 840 броя в три периода: от 19 октомври 1924 г. до 1929 г., от 19 ноември 1930 г. до 7 април 1941 г. (брой № 584) – началото на Битката за Гърция и от 9 януари 1950 (брой № 585) до 20 април 1956 г. (брой № 840). След смъртта на Гунарис през декември 1955 г., вестникът е издават от сина му.
Вестникът покрива икономически, политически и социални теми. В политическо отношение „Астир“ е провенизелистки, докато другият основен вестник „Верия“, започнал да излиза в 1925 г., подкрепя Народната партия. Вестникът търси баланс между интересите на управляващите, здравия разум и проблемите на града.